# Kitsada Wongkeaw
Kitsada Wongkeaw (thailändisch กฤษดา วงษ์แก้ว; * 29. April 1988 in Ratchaburi), auch als Chang bekannt, ist ein thailändischer Futsal- und Fußballspieler.

## Karriere

### Futsal

#### Verein
Kitsada Wongkeaw erlernte das Fußballspielen in den Schulmannschaften der Wat Banpong School und der Photha Wattana Senee School. 2007 schloss er sich dem Futsalverein Chonburi Bluewave Futsal Club in Chonburi an. Mit dem Verein wurde er 2009, 2010, 2012, 2013, 2014, 2015, 2016, 2017, 2020 und 2022 thailändischer Futsalmeister. 2010, 2012, 2014, 2015 und 2019 gewann er mit dem Verein den Futsalpokal. Die AFC Futsal Club Championship gewann er mit Bluewave 2013 und 2017, den AFF Futsal Cup 2019 und 2021.

#### Nationalmannschaft
Seit 2009 spielt Wongkeaw für das thailändische Futsalteam.

### Fußball

#### Verein
Im Januar 2023 wurde Kitsada Wongkeaw vom thailändischen Zweitligisten Nakhon Pathom United FC ausgeliehen. Sein Zweitligadebüt gab Kitsada Wongkeaw am 7. Januar 2023 (18. Spieltag) im Heimspiel gegen den Chiangmai FC. Bei dem 1:0-Erfolg wurde er in der 69. Minute für Suparak Kamsiang eingewechselt. Am Ende der Saison 2022/23 feierte er mit Nakhon Pathom die Meisterschaft und den Aufstieg in die erste Liga. Nach der Saison und 14 Ligaspielen wurde sein Leihvertrag nicht verlängert. Im Mai 2023 kehrte er nach Chonburi zurück. Anfang August 2023 wurde Wongkeaw von Nakhon Pathom fest unter Vertrag genommen. Nach insgesamt zehn Ligaspielen wurde sein Vertrag im Sommer 2024 nicht verlängert.

## Erfolge

### Futsal
Chonburi Bluewave
- Thailändischer Futsalmeister: 2009, 2010, 2012, 2013, 2014, 2015, 2016, 2017, 2020, 2022
- Thailändischer Futsalpokalsieger:  2010, 2012, 2014, 2015, 2019
- AFC Futsal Club Championship: 2013, 2017

### Fußball
Nakhon Pathom United FC
- Thailändischer Zweitligameister: 2022/23  ▲